# 페트로파블롭스크 요새

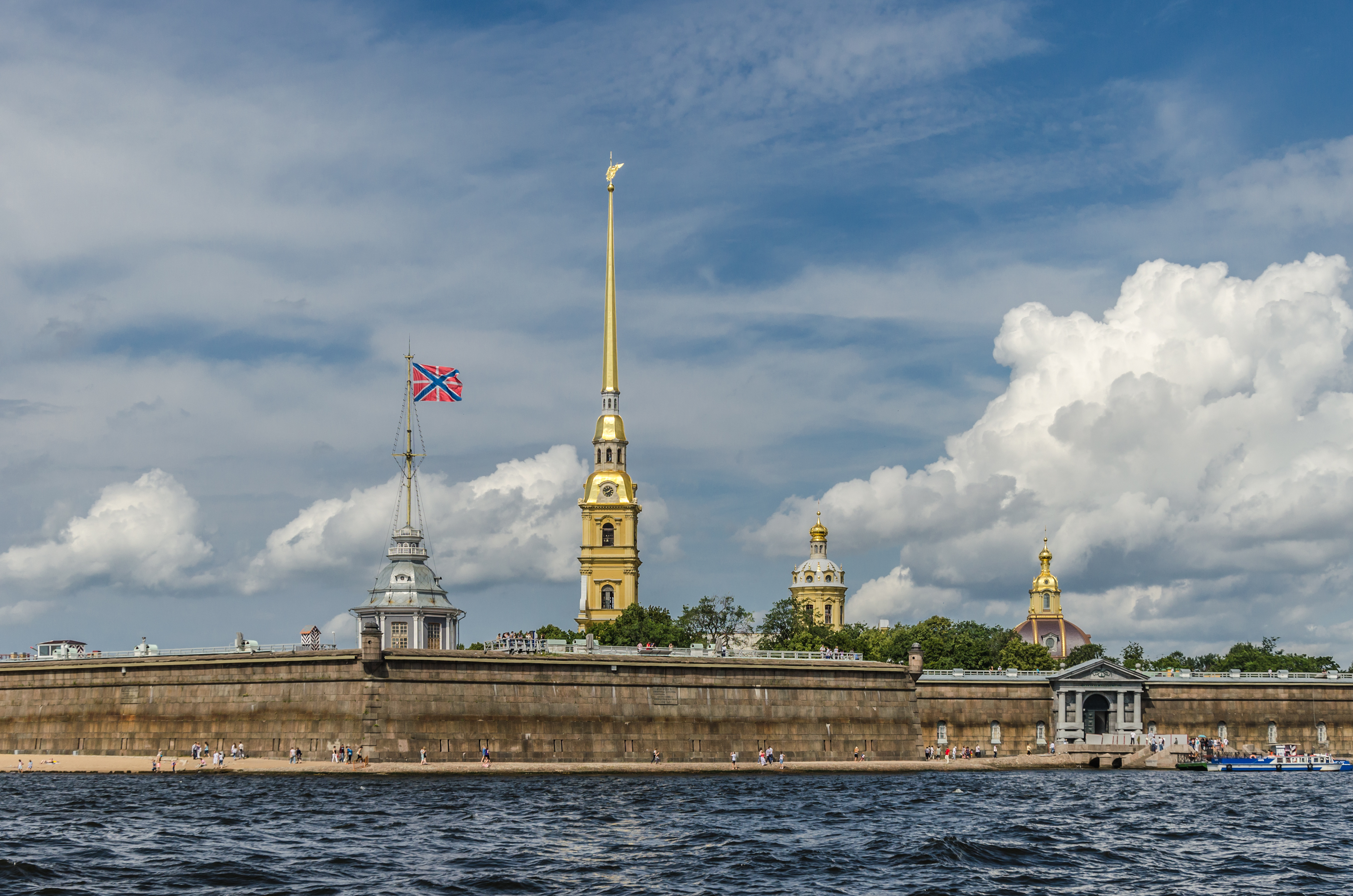
페트로파블롭스크 요새 전경.

페트로파블롭스크 요새(러시아어: Петропавловская крепость, 문화어: 뻬뜨로빠블롭스크요새)는 러시아 상트페테르부르크의 네바 강변에 위치한 요새로, 스웨덴 해군의 공격으로부터 도시를 방어하기 위해 표트르 1세에 의해 지어졌다. 요새를 짓기 전에는 주변에 습지가 많아 사람이 별로 살지 않았는데, 이 요새를 짓는 것을 계기로 상트페테르부르크가 건설되기 시작했다.
1703년 5월 16일 네바강의 '자야치'라는 작은 섬에 짓기 시작하여 1년 만에 완성하였고, 1706년과 1740년에 돌로 다시 지어졌다. 요새 안에 위치한 페트로파블롭스크 성당은 1712년부터 1733년까지 지어졌는데 123.2m의 높은 종탑을 가지고 있다.
약 1720년부터는 수비대의 주둔지와 귀족 및 정치범의 수용소로 이용되었고, 러시아의 표트르 1세부터 알렉산드르 3세까지의 황제가 매장되어 있다.

## 미디어
- KBS 1TV : 《걸어서 세계속으로》